# برج شيكاغو المدبب

برج شيكاغو المدبب- Chicago Spire

برج شيكاغو المدبب (Chicago Spire) أو فوردهام المدبب هو ناطحة سحاب تحت الإنشاء في مدينة شيكاغو ، إلينوي. المبنى هو من تصميم المهندس المعماري الأسباني سانتياغو كالاترافا وسيتم بنائة من قبل شركة شيلبورن للتنمية (Shelbourne Development Grou).

## معرض صور

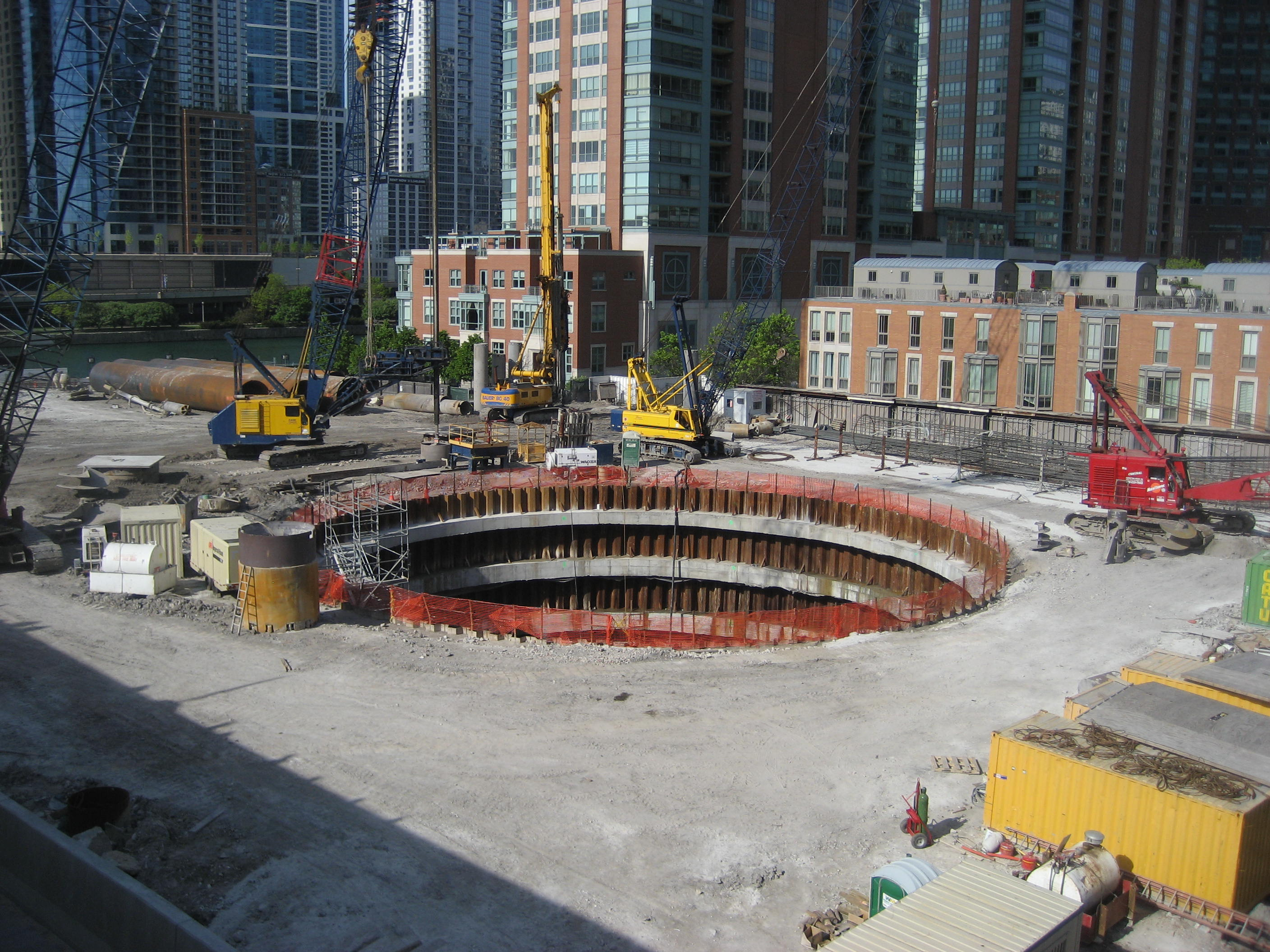
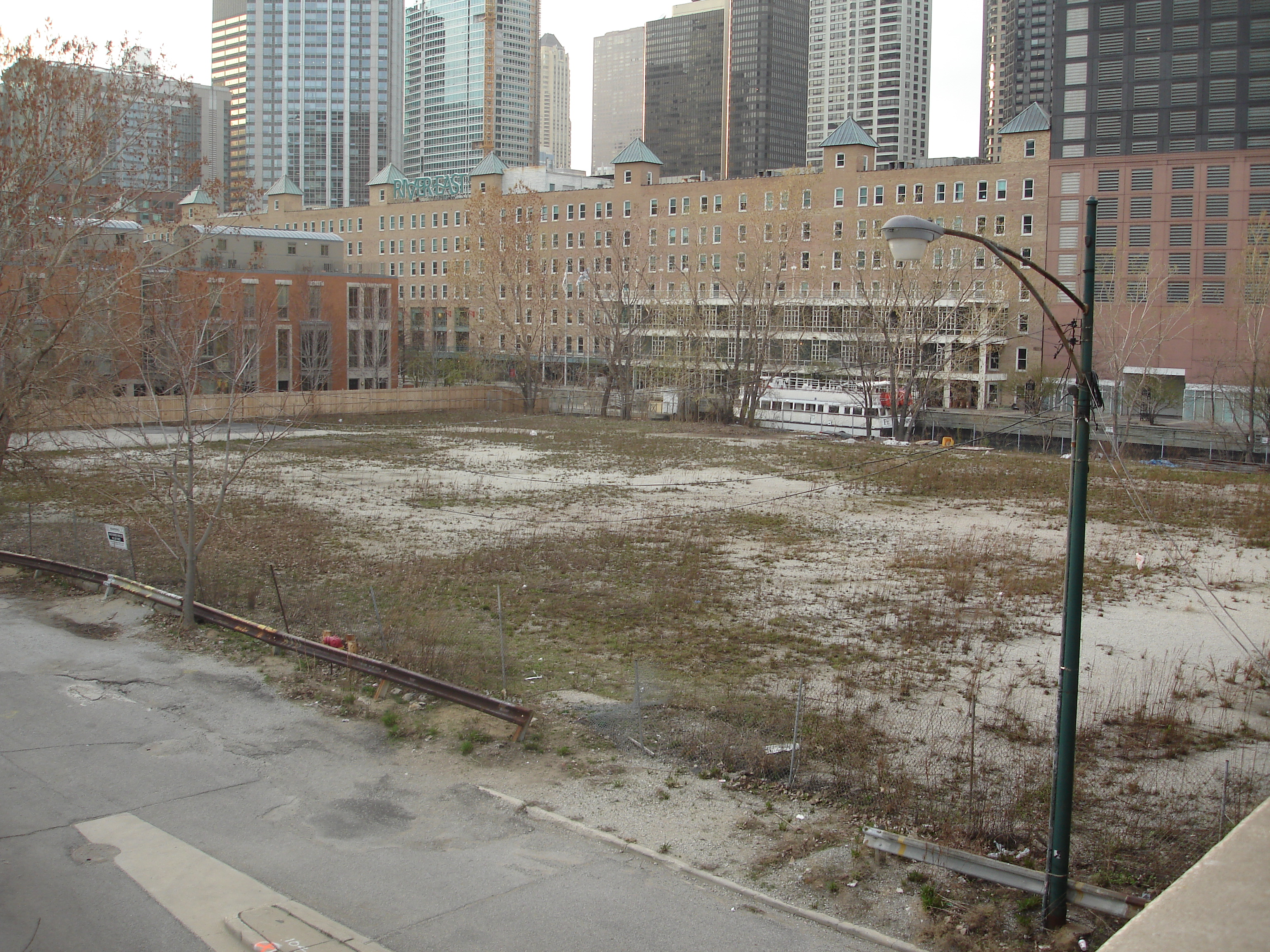
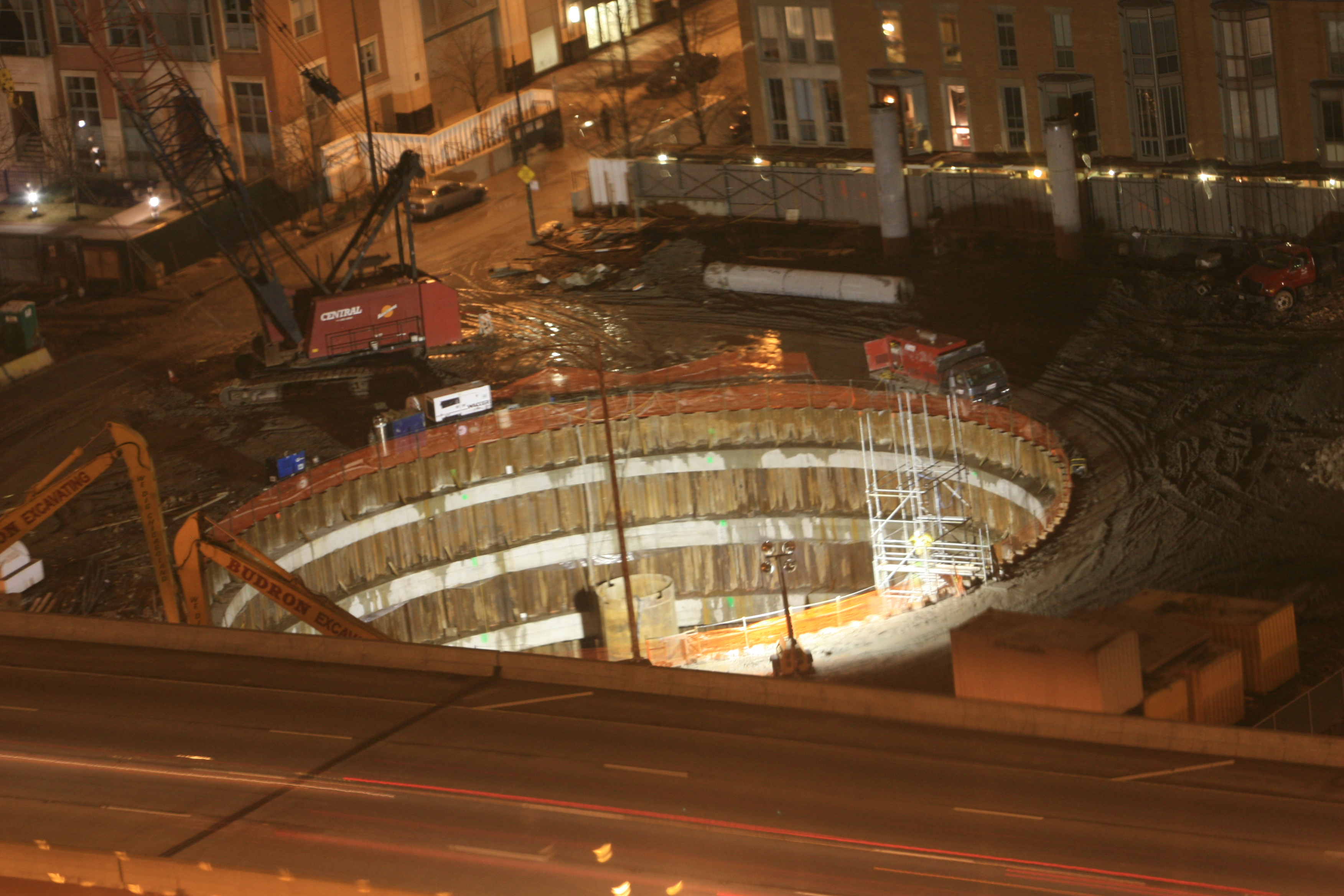
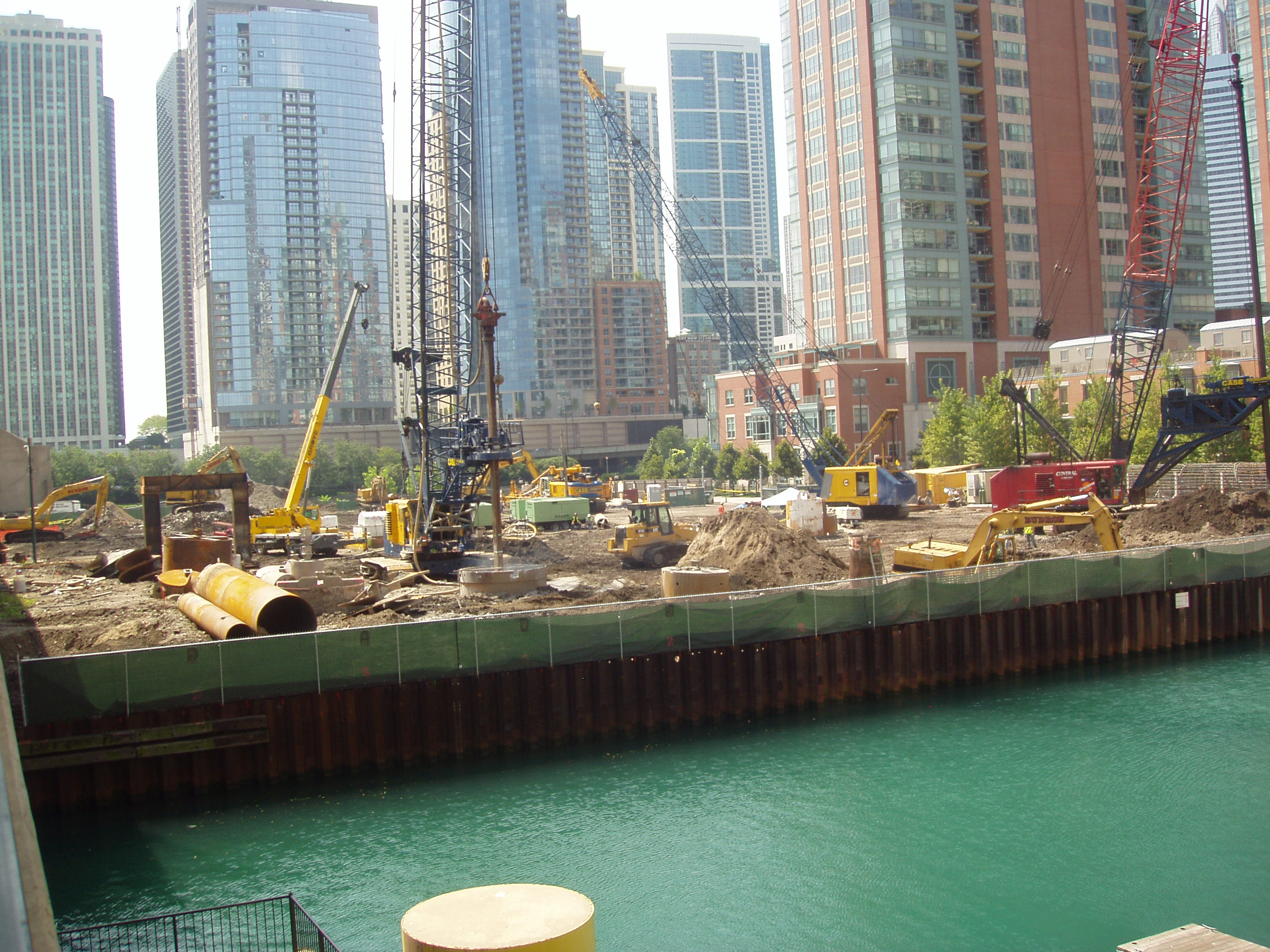
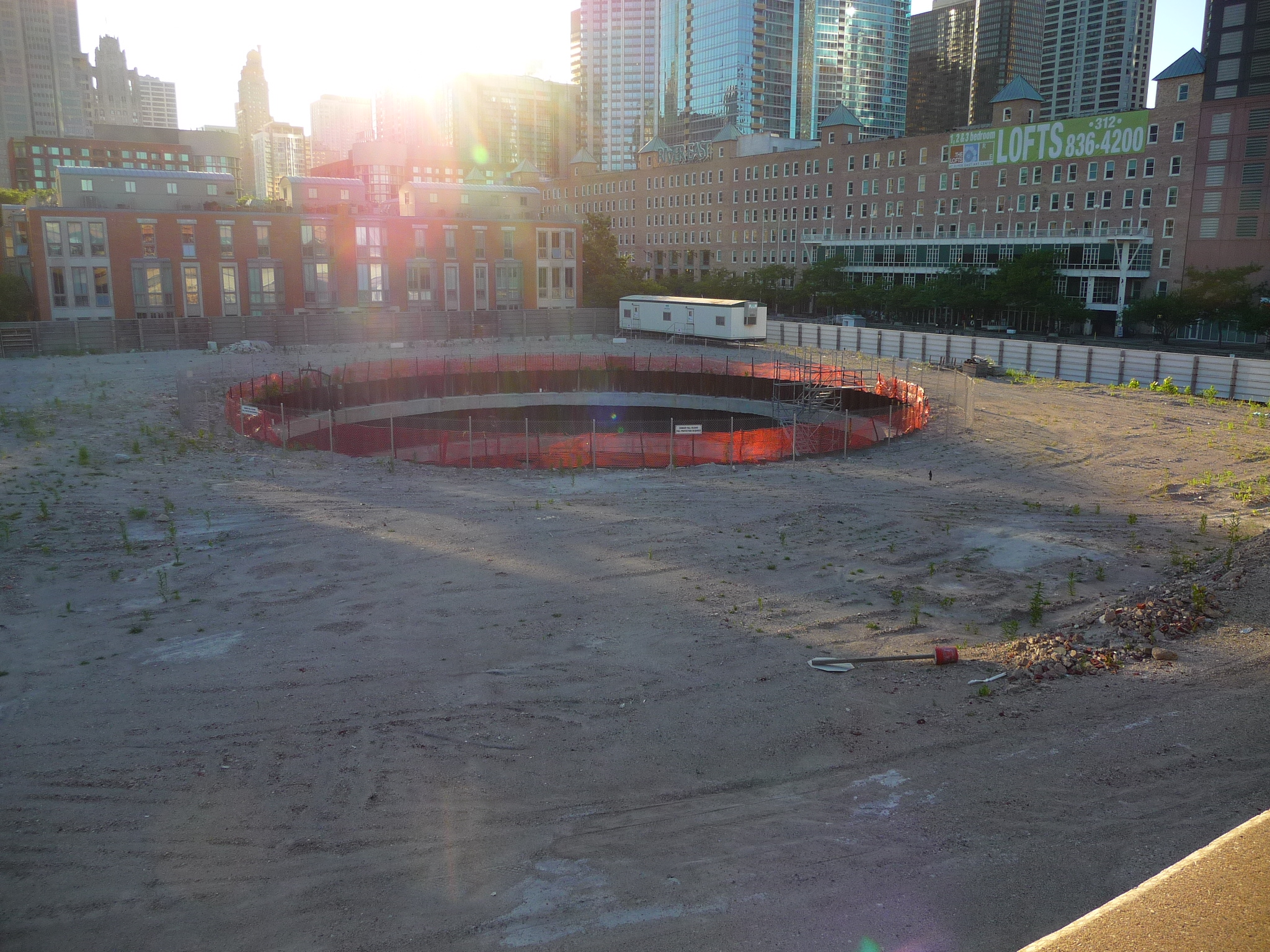